# Гипотеза Праута
Гипотеза Праута — предположение о том, что водород является первичной материей, из которой путём своего рода конденсации образовались атомы всех других элементов.

## История возникновения
Эту мысль впервые высказал в 1815 году английский врач и химик Уильям Праут. Он исходил из опубликованной им в 1815 работы, в которой пришёл к заключению, что если атомную массу водорода принять равной 1, то атомные массы всех других элементов выражаются целыми числами. Экспериментальные отклонения от целочисленности атомной массы Праут считал ошибками измерений.
Однако точнейшие определения атомных масс, выполненные Жаном Стасом, Жаном Мариньяком, Теодором Ричардсом во 2-й половине 19 — начале 20 веков не подтвердили этого положения.
Сейчас известно, что отклонения от целочисленности выраженных в единицах атомной массы водорода вызваны в основном тем, что большинство элементов являются смесью нескольких изотопов с разными массами и дефектом массы ядер элементов.
Эти гипотезы также разрабатывались (независимо от Праута) немецким физиком Иоганном Майнеке.

## Историческое значение
Историческое значение гипотезы Праута состоит в том, что она была первой научной гипотезой о сложности строения атома и стимулировала работы по точному измерению атомной массы химических элементов.